# Otar Chizaneiszwili
Otar Chizaneiszwili, gruz. ოთარ ხიზანეიშვილი, ang. transkrypcja Otar Khizaneishvili (ur. 28 września 1981 w Tbilisi) – gruziński piłkarz, grający na pozycji obrońcy, reprezentant Gruzji.

## Kariera piłkarska

### Kariera klubowa
Chizaneiszwili jest wychowankiem Dinama Tbilisi.
W 2000 wyjechał za granicę. Najpierw w maju 2000 próbował swoich sił w ukraińskim Krywbasie Krzywy Róg, ale wystąpił tylko 4 razy w składzie drugiej drużyny. Potem przeniósł się do Rosji, gdzie bronił barw Spartaka Moskwa oraz FK Rostów. W początkowym okresie kariery na rosyjskiej ziemi praktycznie nie zaistniał, wrócił więc do ojczyzny do macierzystego klubu, a następnie w 2004 roku znów powrócił do Rosji, tym razem do innego klubu ze stolicy - Dinama Moskwa. Tam grał jednak znów niezbyt często.
Jego dobre występy w eliminacjach do MŚ 2006 zaowocowały transferem do Bundesligi. Zakotwiczył się na południu Niemiec w klubie SC Freiburg, gdzie grał do 2008 roku.
W latach 2008–2010 reprezentował barwy klubu z 2. Bundesligi - FC Augsburg. W sezonie 2009/2010 jego drużyna zajęła trzecie miejsce w tabeli (za 1. FC Kaiserslautern oraz FC St. Pauli) i zagrała w meczu barażowym o Bundesligę, gdzie jednak przegrała dwumecz z 1. FC Nürnberg. W 2010 roku wrócił do Rosji i 9 sierpnia 2010 podpisał kontrakt z Anży Machaczkała. Po zakończeniu sezonu 2010 wygasł mu kontrakt i przez pół roku poszukiwał klub. Dopiero latem 2011 został piłkarzem kazachskiego Wostoka Öskemen. 23 stycznia 2012 przeszedł do FK Ołeksandrija, ale już wkrótce opuścił ukraiński klub.

### Kariera reprezentacyjna
Debiut w reprezentacji Gruzji zaliczył w wieku osiemnastu lat w roku 1999, na chwilę obecną zagrał w reprezentacji 20 meczów.